# Markham (Illinois)
Markham é uma cidade localizada no estado americano de Illinois, no Condado de Cook.

## Demografia
Segundo o censo americano de 2000, a sua população era de 12.620 habitantes.
Em 2006, foi estimada uma população de 12.248, um decréscimo de 372 (-2.9%).

## Geografia
De acordo com o United States Census Bureau tem uma área de 13,5 km², dos quais 13,5 km² cobertos por terra e 0,0 km² cobertos por água.

## Localidades na vizinhança
O diagrama seguinte representa as localidades num raio de 4 km ao redor de Markham.